# Roberto Cavalli
Roberto Cavalli (15 tháng 11 năm 1940  –  12 tháng 4 năm 2024) là một nhà thiết kế thời trang người Ý nổi tiếng, và là người sáng lập của omonima casa di moda fiorentina.

## Tiểu sử
Roberto Cavalli sinh trưởng trong 1 gia đình nghệ sĩ: ông nội của ông, Giuseppe Rossi là một họa sĩ nổi tiếng theo trường phái macchiaiolo và có nhiều tác phẩm hiện đang được trưng bày tại Galleria degli Uffizi của Firenze .
Cha của ông là Giorgio cavalla bị Wermatcht sát hại bằng 1 phát súng vào năm 1944 tại Cavriglia 
Roberto Cavalli đã học tại Học viện Nghệ thuật Quốc gia tại Firenze (l’Istituto Statale d'Arte di Firenze), với chuyên ngành ứng dụng mỹ thuật trong dệt may . Trong khoảng thời gian này ông đã thực hiện hàng loạt các họa tiết in hoa trên chất liệu dệt kim cho công việc hợp tác với 1 hãng dệt kim lớn ở Ý.
Trong những năm đầu thập niên bảy mươi, ông đã sáng tạo và được cấp bằng sáng chế cho phương pháp in trên da, và bắt đầu tạo ra một sự kết hợp vật liệu và màu sắc. Hermès và Pierre Cardin là một trong những người đầu tiên quan tâm đến công việc đó.Trong năm 1970, giới thiệu bộ sưu tập đầu tiên của riêng của tại Salon du Prêt-à-Porter ở Paris,, và sau đó là những thành công liên tiếp tại Ý. Trình diễn ở Bianca Sala thuộc Palazzo Pitti, và sau đó là những Milano Collezioni, các bộ sưu tập: quần jean vải bông chéo in, được làm bằng da khảm,in hình động vật và thổ cẩm, đặc biệt tập trung vào một phong cách quyến rũ . phong cách của Cavalli được khán giả quốc tế đánh giá cao, và thành công vào năm 1972 tạo điều kiện cho ông mở cửa hàng đầu tiên Saint Tropez.
Năm 1980, Roberto Cavalli kết hôn với Eva Düringer, cựu Hoa hậu Hoàn vũ ,người đã trở thành người cộng tác chính của ông trong công việc.Trong những năm đầu thập niên 90, sau một khoảng thời gian dành cho gia đình và nuôi ngựa,cả hai cùng trở về với thời trang. Các cuộc trình diễn chính thức đầu tiên được tổ chức tại Milano vào năm 1994: Cavalli đã đưa ra 1 dòng quần Jean mới.Trong tháng 12 cùng năm đó, ông đã mở một cửa hàng ở Saint Barth ở Caraibi Francesi, và sau đó là Venezia và thậm chí vẫn là ở Saint Tropez . Những năm cuối thập niên 90, thương hiệu Cavalli được ra mắt tại 36 quốc gia trên khắp thế giới .
Cùng với bộ sưu tập Roberto Cavalli, thương hiệu RC Menswear được tạo ra, và sau đó là dòng sản phẩm thời trang trẻ Just Cavalli, ra mắt vào năm 1998, mà hiện nay bao gồm trang phục nam và nữ, phụ kiện, kính mát, đồng hồ nước, hoa đồ lót, và đồ bơi. Ghi dấu ấn hơn nữa là dòng sản phẩm thời trang cho thanh thiếu niên Angels & Devils, dòng Class, hai bộ sưu tập đồ lót, giày, kính, đồng hồ và nước hoa.
Năm 2002 ông mở boutique-café đầu tiên tại Firenze, có các họa tiết động vật đan xen có chủ ý trên các vị trí khác nhau, dựa theo cấu trúc hiện có của các Café Giacosa. Sự thử nghiệm này được lặp lại ở Milan với Just Cavalli Café tại Torre Branca, và các cửa hàng tại phố Via della Spiga.
Năm 2007, Cavalli thiết kế một dòng thời trang với số lượng lớn các thiết kế cho hãng thời trang giá thấp của Thụy Điển là H & M,đã được tung ra vào 08 tháng 11 năm đó.
Trong năm 2009, Roberto Cavalli đã khai trương chuỗi của hàng flagship đầu tiên tại Paris và Las Vegas và mở showroom đầu tiên tại Nhật Bản.
Năm 2010 đánh dấu 40 năm hoạt động, tổ chức kỷ niệm với việc xuất bản một cuốn sách ảnh (Rizzoli, Mert & Marcus, Fabien Baron), một sự kiện được tổ chức ở Paris vào cuối tháng 9 và đưa ra các sản phẩm thời trang phiên bản giới hạn, trong đó bao gồm cả Denim Collection St Tropez - bộ sưu tập lấy cảm hứng từ phong các thời trang thập niên 70/80.
Cavalli qua đời tại nhà riêng ở Florence vào ngày 12 tháng 4 năm 2024, thọ 83 tuổi.
Các ngôi sao như: Kate Moss, Christina Aguilera, Lenny Kravitz, Madonna, Drew Barrymore, Sharon Stone, Jennifer Lopez, Gwyneth Paltrow, Beyonce Knowles, Charlize Theron, Victoria Beckham,Michael Jackson và Helena Paparizou,đều là những khách hàng quen thuộc hoặc là đại diện cho các sản phẩm của Cavalli.

## Bị chỉ trích
Cộng đồng Hindu chỉ trích gay gắt Roberto Cavalli vào năm 2004 khi ông giới thiệu một dòng đồ lót nữ tính (thiết kế cho Harrods) trên đó có sử dụng hình ảnh của các nữ thần Hindu. Cuối cùng dòng đã bị thu hồi và ông phải đưa ra lời xin lỗi chính thức .

## Các công ty
- JUST CAVALLI
- JUST CAVALLI UNDERWEAR & BEACHWEAR
- ROBERTO CAVALLI UNDERWEAR
- CLASS ROBERTO CAVALLI
- ROBERTO CAVALLI nACCESSORI
- ROBERTO CAVALLI ANGELS e ROBERTO CAVALLI DEVILS
- ROBERTO CAVALLI NEONATO
- ROBERTO CAVALLI ANGELS SHOES e ROBERTO CAVALLI DEVILS SHOES
- ROBERTO CAVALLI and JUST CAVALLI EYEWEAR
- ROBERTO CAVALLI TIMEWEAR
- JUST CAVALLI TIME
- ROBERTO CAVALLI e JUST CAVALLI PROFUMI
- ROBERTO CAVALLI VODKA
- J U S T C A V A L L I C L U B
- J U S T C A V A L L I C A F F E’
- CAFFE’ GIACOSA.